# Irlande aux Jeux olympiques d'hiver de 2014
L'Irlande participe aux Jeux olympiques d'hiver de 2014 à Sotchi en Russie du 7 au 23 février 2014. Il s'agit de sa sixième participation à des Jeux d'hiver. La délégation est composée de cinq athlètes engagés dans quatre sports. Tous sont issus de la diaspora irlandaise.
Durant la cérémonie d'ouverture, le skieur Conor Lyne est le porte-drapeau de la délégation.

## Skeleton
| Athlètes       | Épreuves | Manche 1 | Manche 1 | Manche 2 | Manche 2 | Manche 3 | Manche 3 | Manche 4 | Manche 4 | Total | Total |
| Athlètes       | Épreuves | Temps    | Rang     | Temps    | Rang     | Temps    | Rang     | Temps    | Rang     | Temps | Rang  |
| -------------- | -------- | -------- | -------- | -------- | -------- | -------- | -------- | -------- | -------- | ----- | ----- |
| Sean Greenwood | Hommes   | 57 s 99  | 21e      |          |          |          |          |          |          |       |       |

## Ski alpin
| Athlètes      | Épreuves            | Manche 1 | Manche 1 | Manche 2 | Manche 2 | Total | Total |
| Athlètes      | Épreuves            | Temps    | Rang     | Temps    | Rang     | Temps | Rang  |
| ------------- | ------------------- | -------- | -------- | -------- | -------- | ----- | ----- |
| Conor Lyne    | Slalom géant hommes |          |          |          |          |       |       |
| Conor Lyne    | Slalom hommes       |          |          |          |          |       |       |
| Florence Bell | Slalom géant femmes |          |          |          |          |       |       |
| Florence Bell | Slalom femmes       |          |          |          |          |       |       |

## Ski de fond
| Athlètes     | Épreuves | Total | Total  | Total |
| Athlètes     | Épreuves | Temps | Retard | Rang  |
| ------------ | -------- | ----- | ------ | ----- |
| Jan Rossiter | 15 km    |       |        |       |

## Snowboard
| Athlètes        | Épreuves          | Qualification | Qualification | Qualification | Qualification      | Demi-finales | Demi-finales | Demi-finales | Demi-finales | Finale       | Finale       | Finale       | Finale       |
| Athlètes        | Épreuves          | Passage 1     | Passage 2     | Meilleur      | Rang               | Passage 1    | Passage 2    | Meilleur     | Rang         | Passage 1    | Passage 2    | Meilleur     | Rang         |
| --------------- | ----------------- | ------------- | ------------- | ------------- | ------------------ | ------------ | ------------ | ------------ | ------------ | ------------ | ------------ | ------------ | ------------ |
| Seamus O'Connor | Half-pipe hommes  | 66,25         | 71,50         | 71,50         | 8e de la 1re série | 54,00        | 43,00        | 54,00        | 9e           | Non qualifié | Non qualifié | Non qualifié | Non qualifié |
| Seamus O'Connor | Slopestyle hommes | 33,50         | 40,00         | 40,00         | 13e de la 2e série | 60,75        | 70,25        | 70,25        | 9e           | Non qualifié | Non qualifié | Non qualifié | Non qualifié |